# Brandticola
Brandticola là một chi bướm đêm thuộc họ Noctuidae.